# Unsinkbarkeit

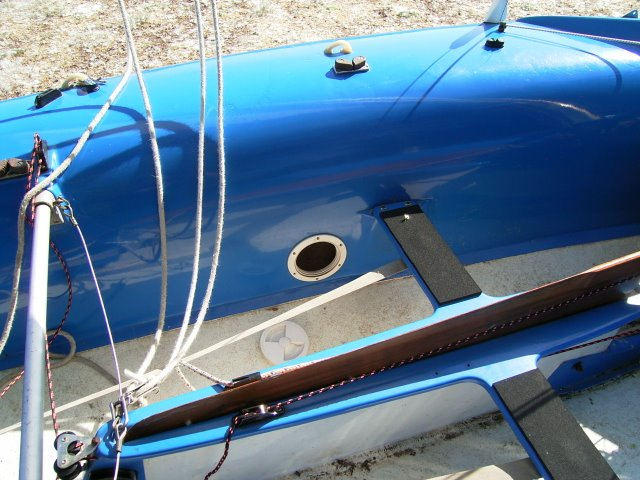
Blick auf den luftgefüllten Auftriebstank eines 420ers mit offener Wartungsöffnung

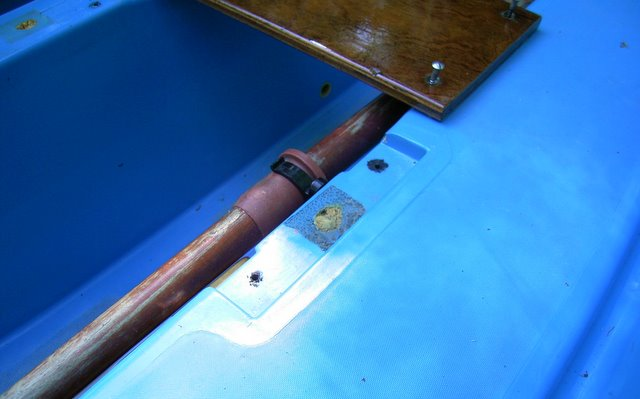
Bei dieser Piaf sind nach dem Abschrauben der Querducht die Öffnung zum Ausschäumen der Längsducht und etwas Schaum erkennbar

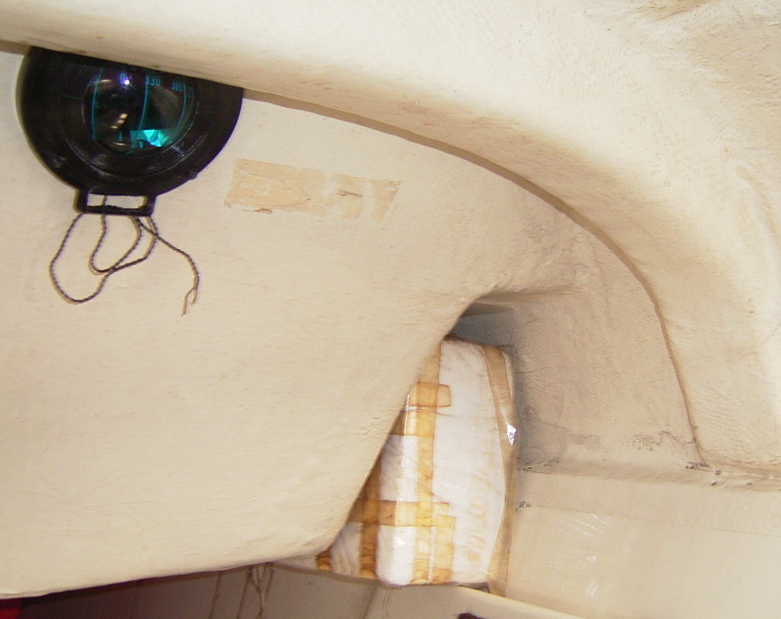
Ein fester Auftriebskörper aus Polystyrol auf einem Fam-Jollenkreuzer

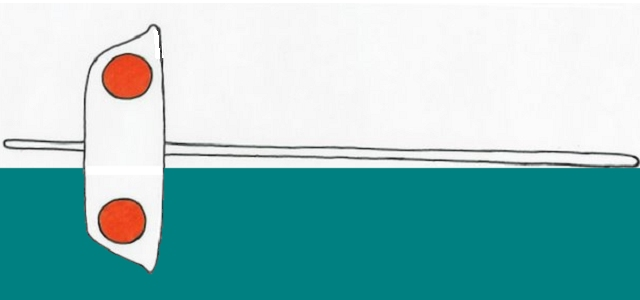
Gekenterte Jolle mit korrekt bemessenem Auftrieb: Der Mast liegt annähernd flach auf dem Wasser, die Mannschaft kann das Schwert gut erreichen.

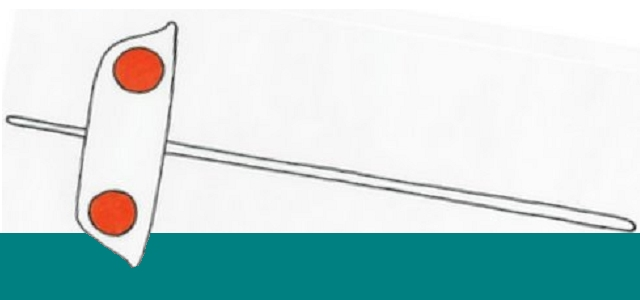
Gekenterte Jolle mit zu viel Auftrieb: das Schwert ist schwer erreichbar, die Gefahr des Durchkenterns ist erhöht.

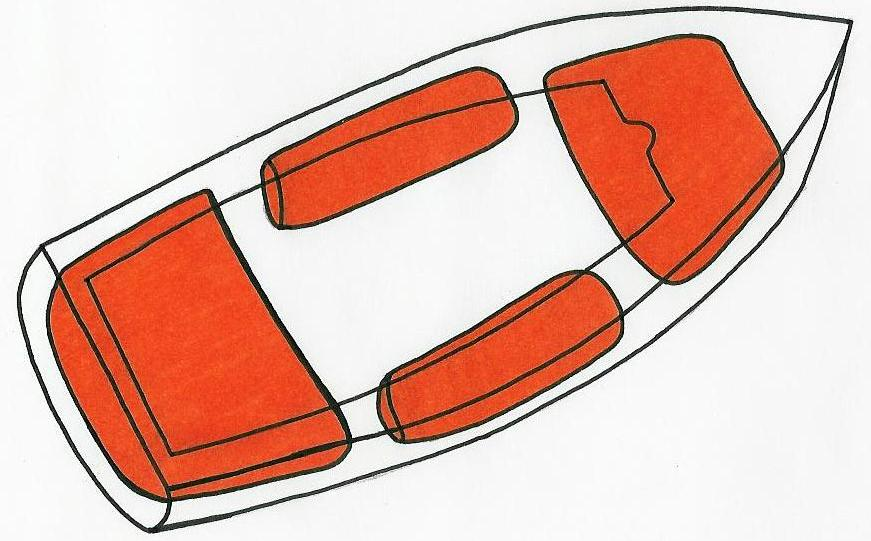
Schema eines Bootes mit günstiger Verteilung der Auftriebskörper

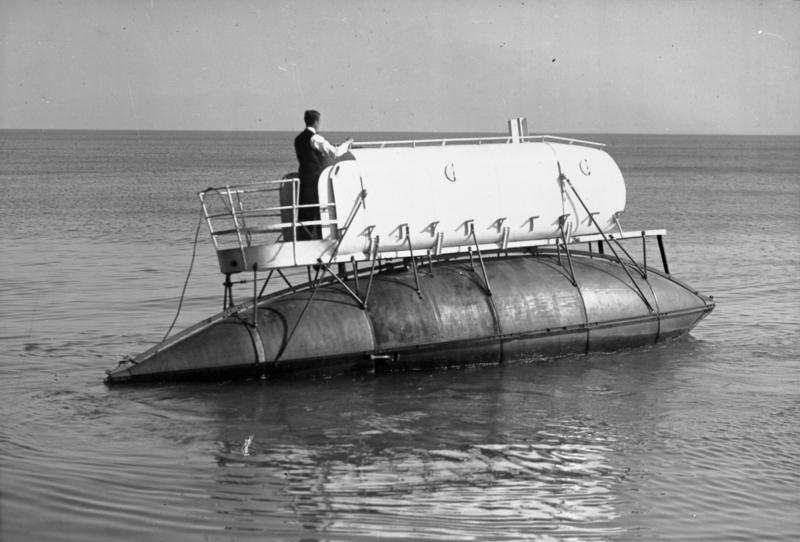
„Unsinkbares Rettungsboot“

Im Boots- und Schiffbau bezeichnet Unsinkbarkeit die Eigenschaft eines Wasserfahrzeuges, in vollgelaufenem Zustand schwimmfähig zu bleiben, da es durch Verwendung von Auftriebskörpern oder Holz eine geringere mittlere Dichte als Wasser hat. Unsinkbarkeit spielt in der Berufsschifffahrt (abgesehen von Ausnahmen wie Rettungsbooten oder bestimmten Wasserfahrzeugen für die Feuerwehr) im Gegensatz zur Sportschifffahrt keine Rolle, da der nötige Aufwand bei größeren Rümpfen überproportional steigt.

## Unsinkbarkeit im Bootsbau

### Definition
In der Fachliteratur ist der Begriff Unsinkbarkeit nicht eindeutig geklärt. In Deutschland darf sich jedes Boot unsinkbar nennen, das in vollgelaufenem Zustand schwimmt – unabhängig davon, ob es in diesem Fall noch seine Besatzung tragen kann oder dabei in einer normalen (stabilen) Schwimmlage verbleibt, um einen sicheren Hafen anlaufen zu können. Tests dieser Schwimmfähigkeit sind in Deutschland nicht vorgeschrieben. Es werden selbst Boote als unsinkbar beworben, die – einmal mit Wasser vollgelaufen – unter der Wasseroberfläche schwimmen, so dass nur Teile der Aufbauten oder der Mast über Wasser bleiben.
In den Bootsbaubestimmungen der französischen Handelsmarine (Marine Marchande) ist der Begriff Unsinkbarkeit hingegen genau definiert. Ein Boot gilt dort nur als unsinkbar, wenn es in vollständig geflutetem Zustand in seiner normalen, stabilen Schwimmlage verbleibt, dabei die maximal zulässige Personenzahl trägt und nicht kentert, wenn sich alle Personen auf der gleichen Seite des Bootes befinden. Außerdem muss es einen Restfreibord (als Freibord wird jener Teil der Bordwand bezeichnet, der aus dem Wasser emporragt) von 3 % der Rumpflänge aufweisen und bis 80° Krängung selbstaufrichtend sein. Diese Eigenschaften werden vom Bureau Veritas getestet und zertifiziert.

### Übliche Arten von Auftriebskörpern
Da Holz meist nicht genügend Auftrieb liefert, um Unsinkbarkeit zu erreichen, müssen Auftriebskörper im Boot verteilt werden. Es gibt verschiedene Varianten:
- Schaffung wasserdichter, luftgefüllter Kammern im Rumpf
Vorteile: optimale Raumausnutzung, keine Verankerungsprobleme
Nachteile: Funktionsverlust bei mangelhafter Abdichtung oder Riss der Kammer
- Aufblasbare Auftriebskörper, typischerweise aus PVC (sogenannte Luftsäcke)
Neben den erhältlichen Standardmaßen werden Maßanfertigungen eingesetzt, um der Rumpfform gerecht zu werden und das Raumangebot voll zu nutzen. Außer ständig gefüllten Auftriebskörpern existieren Systeme mit CO2-Patronen, die sich bei Wasserkontakt (ähnlich einer automatisch auslösenden Rettungsweste) selbst aufblasen.[5]
Vorteile: billig, nachträglicher Einbau einfach
Nachteile: müssen verankert oder auf andere Weise gesichert werden, Funktionsverlust bei Beschädigung
- Verwendung von festen Auftriebskörpern aus geschlossenblasigem Festschaum, Polystyrol oder vergleichbarem Material
Vorteile: kein Leckschlagen möglich
Nachteile: Die Auftriebskörper können feucht werden (der Schaum kann einen kleinen Teil seines Eigengewichtes an Wasser aufnehmen), müssen verankert oder auf andere Weise gesichert werden.
- Ausschäumung von Hohlräumen (mit speziellem, geschlossenblasigem Polyurethanschaum)
Dabei kann kein sogenannter Bauschaum oder Montageschaum verwendet werden, da dieser offenporig ist.
Vorteile: optimale Raumausnutzung durch den Schaum, kein Leckschlagen möglich, keine Verankerungsprobleme
Nachteile: kann feucht werden und Korrosion nach sich ziehen
- Der englische Kapitän Frederick Marryat entwarf 1820 ein Rettungsboot, das mit Luftkammern und Korkeinlagen besonders schwimmfähig ausgelegt war. Das Prinzip ist ausführlicher beschrieben in Dodsley’s Annual Register.[6] Ein Modell[7] davon ist im National Maritime Museum in Greenwich, London, ausgestellt.

### Probleme bei der Bemessung und Verteilung des Auftriebs
Die Menge der verwendeten Auftriebskörper muss genau auf das Boot abgestimmt sein, bei zu wenig Auftrieb liegt das Boot zu tief im Wasser, zu starker Auftrieb kann das Wiederaufrichten eines gekenterten Bootes erschweren oder unmöglich machen (durch Stabilisierung in einer falschen Lage). Soll die normale Schwimmlage des Bootes gewährleistet bleiben und nach einer Kenterung das Aufrichten nicht behindert werden, muss der Auftrieb korrekt auf den Rumpf verteilt werden. Empfohlen wird die Konzentration des Auftriebs auf Bug und Heck, anstatt auf die Seiten des Bootes, was (gerade bei Jollen) aus praktischen Gründen oft nur schwer möglich ist. Erleichtert wird die Verteilung des Auftriebs durch die Verwendung von Innenschalen beim Bau des Bootes. Die dadurch entstehenden Hohlräume werden im Yachtbau meist ausgeschäumt oder mit Festschaum gefüllt und oft zusätzlich abgedichtet, um Feuchtwerden des Schaumes und die damit verbundene Geruchsbelästigung zu verhindern.

### Segeln im vollständig gefluteten Boot
Während einige Yachten in vollgelaufenem Zustand voll manövrierfähig bleiben, können die meisten unsinkbaren Boote in geflutetem Zustand nicht mehr gesegelt werden – oder bestenfalls auf raumen Kursen (mit Wind von schräg hinten). Wasser, das unter Deck umherschwappt, verstärkt das Rollen des Bootes, besonders bei achterlichem Wind, und kann bei Wenden, Halsen oder schnellen Kursänderungen zum Kentern führen. Selbst bei bester Verteilung des Auftriebs neigen geflutete Boote zum Unterschneiden, also zum Eintauchen des kompletten Bugs unter die Wasseroberfläche.

### Unsinkbarkeit als Sicherheitsfaktor
Zumindest bei Wassertemperaturen, die ein längeres Überleben erlauben, und bei stabiler Schwimmlage ist ein unsinkbares Boot sicherer als ein sinkbares. Aber bei niedrigen Wassertemperaturen verringert sich die Überlebenszeit im Wasser (und damit im vollgelaufenen Boot) wegen Unterkühlungsgefahr. Die Unsinkbarkeit eines Bootes erlaubt keine Aussagen über seine Seetüchtigkeit. Außerdem können andere Gründe als Wassereinbruch dazu führen, dass ein Boot verlassen werden muss; so sind die häufigsten Gründe für die Aufgabe eines Bootes Feuer und Strandung. Daher macht die Unsinkbarkeit einer Yacht auf entsprechenden Revieren eine Rettungsinsel nicht überflüssig.

## Einzelne Schiffe und weitere Bedeutungen
Viele Menschen glauben, dass die Titanic als unsinkbar beworben worden sei. Dies ist tatsächlich nur ausnahmsweise der Fall gewesen. Allgemein hielt man damals solche Schiffe für nahezu unsinkbar, weil sie in Abteilungen eingeteilt waren. Selbst bei zwei gefluteten Abteilungen sollte die Titanic immer noch schwimmen können (der fatale Eisberg beschädigte aber fünf). Jedenfalls war die Titanic nicht als unsinkbares Schiff im obigen Sinne konstruiert worden.
Gerade in der Presse werden immer wieder Schiffe oder Ölbohrinseln als unsinkbar oder praktisch unsinkbar bezeichnet, wenn aufgrund ihrer Größe oder Seetüchtigkeit ein Sinken als unwahrscheinlich angesehen wird. Ein jüngeres Beispiel dafür sind moderne Darstellungen, das Segelschiff Pamir habe seinerzeit als unsinkbar gegolten.
Im Börsenjargon ist Unsinkbarkeit ein Ideologem, das ein hohes Maß an Sicherheit proklamiert. Beispiel für diese Begriffsverwendung ist das österreichische Wirtschaftsblatt mit einer eigenen Rubrik „Unsinkbar“.